# Amizade colorida
Amizades coloridas ou "amigos com benefícios" (em inglês:  friends with benefits) são termos que descrevem relacionamentos em que duas pessoas se envolvem sexual e/ou romanticamente sem compromissos sérios ou a expectativa de um relacionamento amoroso tradicional ou convencional. Embora ambos os conceitos descrevam relações casuais, eles podem ser usados de maneira um pouco diferente, dependendo da cultura e do contexto.

## Distinção de conceitos
Amigos coloridos vivenciam relacionamento sendo próximos ou decidem adicionar uma dimensão sexual ou afetiva às suas interações. Isso geralmente ocorre quando duas pessoas compartilham uma atração mútua, mas não desejam um compromisso sério. Amizade colorida também pode ser entendida como quando ambas as partes só desejam ficar, beijar, abraçar, andar de mãos dadas, fazer carinho ou cafuné interpessoalmente, envolvendo sensores táteis, sem se considerarem namorados. Amizades coloridas também são baseadas em uma amizade preexistente, em que as pessoas envolvidas se conhecem bem intimamente e têm uma conexão emocional e social, tendo ênfase na amizade e na diversão, e não na criação de um relacionamento amoroso a longo prazo.
"Friends with benefits" (abreviado como FWB), certas vezes traduzido como "amigos com benefícios", é um termo em inglês que descreve uma relação casual em que duas pessoas estão envolvidas em atividades sexuais e, ao mesmo tempo, mantêm uma amizade. Esses relacionamentos geralmente não envolvem compromissos emocionais ou exclusividade. Diferentemente das amizades coloridas, os FWB podem não ter necessariamente uma base de amizade forte, podendo começar como encontros casuais ou conexões puramente sexuais que evoluem para uma amizade sexual. A principal motivação do "benefício" é o prazer sexual.
Contudo, ambos os termos podem ser usados intercambiavelmente.

## Teorias

### Teoria da troca de afeto
A teoria da troca de afeto [en] afirma que “as pessoas precisam dar e receber afeto para sobreviver e procriar”. Quando as pessoas fazem parte de relacionamentos saudáveis que lhes permitem demonstrar afeto livremente, sem questionamentos, tendem a apresentar menos ansiedade em outras relações mais envolventes. Alguns arranjos de amizade coloridade podem evitar a demonstração de afeto, enquanto outros relacionamentos de amizade colorida fornecem aos participantes mais oportunidades de dar e receber afeto, mesmo que eles enxerguem este relacionamento como uma amizade de "baixa manutenção": a comunicação pós-coito, abraços e beijos são demonstrações de afeto que podem ter resultados positivos. Quando esse afeto não acontece, mas é desejado, os indivíduos que desejam afeto e que estão cientes do anseio do parceiro por ele podem ambos abrigar hostilidade. 
Pesquisas indicam que relacionamentos – incluindo amizades coloridas – que não contam com interações pós-coito saudáveis podem estar associados à evitação de apego, em decorrência da ausência de comunicação afetiva. Para que as pessoas experimentem satisfação sexual, é fundamental que haja compreensão mútua das necessidades de apego entre as partes envolvidas na relação. 